# Crytea guineana
Crytea guineana är en stekelart som beskrevs av Heinrich 1968. Crytea guineana ingår i släktet Crytea och familjen brokparasitsteklar. Inga underarter finns listade i Catalogue of Life.